# Mihai Ionescu-Călinești
Mihai Ionescu-Călinești (n. 5 februarie 1897 – d. secolul al XX-lea) a fost un trăgător de tir sportiv român. A concurat în proba de pușcă de calibru mic 50 m, culcat⁠(d) la Jocurile Olimpice de vară din 1936, clasându-se în final pe locul 15.